# James Kidd Flemming
James Kidd Flemming (* 27. April 1868 in Woodstock, New Brunswick; † 10. Februar 1927 in McKenzie Corner, New Brunswick) war ein kanadischer Rechtsanwalt und Politiker der Konservativen Partei Kanadas, der unter anderem zwischen 1911 und 1914 Premierminister von New Brunswick sowie von 1925 bis 1927 Mitglied des Unterhaus von Kanada war.

## Leben
James Kidd Flemming war als Holzfäller, Geschäftsmann und Lehrer tätig. Im Januar 1900 wurde er für die Progressive Conservative Party of New Brunswick im Wahlkreis Carleton erstmals zum Mitglied der Legislativversammlung von New Brunswick gewählt und gehörte dieser bis zum 6. Dezember 1914 an. In der Regierung von Premier John Douglas Hazen fungierte er vom 25. März 1908 bis 1911 als Provinzsekretär (Provincial Secretary). Am 16. Oktober 1914 wurde er als Nachfolger von Hazen schließlich selbst Premierminister von New Brunswick und bekleidete dieses Amt bis zum 5. Dezember 1914, woraufhin sein Parteifreund George Johnson Clarke seine Nachfolge antrat. Bei der Wahl zur Legislativversammlung am 20. Juni 1912 errang die Progressive Conservative Party seinen Erdrutschsieg und erhielt 44 der 48	Sitze im Parlament der Provinz.
Bei der Kanadischen Unterhauswahl am 29. Oktober 1925 wurde Flemming für die Konservative Partei Kanadas im Wahlkreis Victoria-Carleton mit 6.859 Stimmen erstmals zum Mitglied des Unterhaus von Kanada gewählt und bei der darauf folgenden Unterhauswahl am 14. September 1926 mit 7.865 Stimmen wiedergewählt. Er gehörte dem Parlament bis zu seinem Tode am 10. Februar 1927 an. Während seiner Parlamentszugehörigkeit war er Mitglied verschiedener Ausschüsse.
James Kidd Flemming war der Vater von Hugh John Flemming (1899–1982), der unter anderem zwischen 1952 und 1960 Premierminister von New Brunswick, fast zwölf Jahre lang Mitglied des Unterhauses sowie zwischen 1960 und 1963 Minister verschiedener Ressorts im 18. kanadischen Kabinett von Premierminister John Diefenbaker war.

## Weblink
- James Kidd Flemming. Parlament von Kanada (englisch).